# Olearia argophylla
Olearia argophylla ist eine Pflanzenart in der Familie der Korbblütler aus dem südöstlichen Australien und Tasmanien.

## Beschreibung
Olearia argophylla wächst als Strauch oder Baum bis über 10 Meter hoch. Der Stammdurchmesser erreicht bis zu 40 Zentimeter.
Die kurz gestielten Laubblätter sind wechselständig. Der Blattstiel ist bis zu 2,5 Zentimeter lang. Die Blätter sind etwa 7–15 Zentimeter lang, steifledrig, eiförmig bis -lanzettlich bis seltener verkehrt-eiförmig, -eilanzettlich, spitz und meistens hartspitzig gezähnt bis selten ganzrandig. Sie sind oberseits kahl, glänzend und unterseits feinfilzig weißlich-silbrig behaart. Das Laub riecht nach Moschus.
Es werden end- oder achselständige Schirmrispen gebildet. Die gestielten Blütenkörben mit röhrigem, mehrreihigem und weißlich, seidig behaartem Hüllkelch sind ausgebreitet bis etwa 2,5 Zentimeter groß. Die Blütenstandsstiele sind weißlich, seidig behaart. Die bis zu 8 Zungenblüten am Rand sind weiß, die Röhrenblüten im Zentrum sind gelblich bis cremefarben.
Es werden rippige Achänen mit langem, borstigem Pappus gebildet.

## Verwendung
Das harte und schwere Holz wird für einige Anwendungen genutzt, gesucht sind vor allem die Maserknollen, die sind bekannt als Golden Madrone oder Musk burl.